# Primera División Uruguaya 1962
Il campionato era formato da dieci squadre e il Peñarol vinse il titolo.

## Classifica finale
| Pos. | Squadra           | G  | V  | N | P  | GF | GS | Punti |
| ---- | ----------------- | -- | -- | - | -- | -- | -- | ----- |
| 1    | Peñarol           | 18 | 16 | 1 | 1  | 54 | 9  | 33    |
| 2    | Nacional          | 18 | 12 | 3 | 3  | 43 | 24 | 27    |
| 3    | Fénix             | 18 | 8  | 2 | 8  | 25 | 36 | 18    |
| 4    | Defensor          | 18 | 5  | 7 | 6  | 28 | 23 | 17    |
| 5    | Racing Montevideo | 18 | 4  | 9 | 5  | 30 | 33 | 17    |
| 6    | Cerro             | 18 | 6  | 5 | 7  | 25 | 29 | 17    |
| 7    | Rampla Juniors    | 18 | 6  | 3 | 9  | 24 | 33 | 15    |
| 8    | Liverpool         | 18 | 5  | 5 | 8  | 24 | 37 | 15    |
| 9    | Central           | 18 | 4  | 3 | 11 | 19 | 31 | 11    |
| 10   | Danubio           | 18 | 4  | 2 | 12 | 17 | 34 | 10    |

G = Partite giocate; V = Vittorie; N = Nulle/Pareggi; P = Perse; GF = Goal fatti; GS = Goal subiti; 

## Classifica marcatori
| Gol |  |  | Giocatore       | Squadra |
| --- |  |  | --------------- | ------- |
| 16  |  |  | Alberto Spencer | Peñarol |